# カシノ
カシノ（英: Cassino, Casino）とは、英語圏で行われるトランプゲームのひとつ。日本の花札の花合わせやこいこいに似た特徴を持つ。

## 概要
手札と場札を組み合わせて場札を取り、高得点を獲得するのがゲームの目的である。場札の取り方にはテイクとビルドの2通りがある。
プレイ人数は基本的に2人であるが、4人までなら対応が可能である。なぜなら、ジョーカーを除いた一組52枚のうち、4枚を並べて場札としたときに残りが48枚となり、8枚（2人の場合の手札の総枚数。以下同じ）、 12枚（3人の場合）、 16枚（4人の場合）と配った際に余りが出ない（つまり、48は8、12、16の公倍数となる）からである。

## 歴史
カシノのルールはイタリアで行われているスコパというゲームによく似ている。このため、イタリアから伝わったものと考えられるが、そのことを示す積極的な証拠があるわけではない。カシノに関する最古の文献は18世紀末のロンドンのものである。「Cassino」という綴りはイタリアのモンテ・カッシーノを思わせるが、古い時代には「Casino」と綴られるのが普通だった。
なお、賭博場を意味するカジノ（casino）が英語の文献に現れるのは19世紀以降であり、カードゲームのカシノより新しい。
カシノは、この種の花札に似たゲームのうちで唯一英語圏に伝わったものである。

## 場札の取り方

### カードのランク
2 - 10の数札は数字どおり、Aは1である。絵札は数字にはならない（そのため、ビルドで取ることができない）。これらのランクはすべてのスートで同じである。

### テイク
手札のうち1枚と、同じ数字の数札または同じ文字の絵札（以下「同位札」という）が場札にあれば、手札とあわせて1組にして取ることができる。場札に同位札が2枚以上あるときは、手札の1枚と場札の2枚以上をあわせて1組にして取ることができる。たとえば、場札に3があって手札に3がある場合、2枚1組にして取ることができる。また、場札にK・Kがあって手札にKがある場合、3枚1組にして取ることができる。手札から1度に2枚以上を出すことはできない（場札に9があり、手札に9が2枚あっても出せるのは1枚で、2枚1組でしか取れない）。

### ビルド
手札のうち1枚と、合計が同じ数字になる2枚以上の数札が場札にあれば、手札とあわせて1組にして取ることができる。たとえば、場札にA・2・6があって手札に9（=1+2+6）がある場合、4枚1組にして取ることができる。絵札はビルドで取ることはできない。
ビルドとテイク、ビルドとビルドの複合も可能である。たとえば、場札に2・3・5・10があり、手札に10（=2+3+5）がある場合、5枚1組にして取ることができる。また、場札にA・2・2・3・4・6があり、手札に6（=1+2+3=2+4）がある場合、7枚1組にして取ることができる。
テイク同様、手札から出せるのは1度に1枚のみ（手札の2・6で場札の8を取る、というのはできない）。

### 付け札
手札に同位札が2枚以上あって場札にそれと同じ同位札がある場合、1度に手札を2枚以上出すことはできないので、テイクで手札1枚と場札1枚を取ると手札の同位札が1枚余ってしまう。このようなとき、付け札として場札に同位札の手札1枚を付け、次の自分の手番で、テイクとして手札1枚と付け札された場札2枚を3枚1組にして取ることができる。
また、手札に2・7があって場札に5がある場合、付け札として場札の5に手札の2をつけ、次の自分の手番で、ビルドとして手札の7（=2+5）と付け札された場札2・5を3枚1組にして取ることができる。
同位札の付け札はテイクとして取ることはできるが、ビルドとして取ることはできない。たとえば、付け札された場札の2・2をテイクとして手札の2で取ることはできるが、ビルドとして手札の4（=2+2）で取ることはできない。
また、付け札された場札と別の場札を組み合わせてテイクまたはビルドとして取ることもできない。たとえば、付け札された場札の3・4と別の場札に7があり、手札に7（=3+4）がある場合、4枚1組のテイクとして取ることはできない。また、付け札された場札のA・6と別の場札に3があり、手札に10（=1+3+6）がある場合、組み合わせてビルドとして取ることはできない。
さらに、付け札を1枚ずつ切り離してテイクまたはビルドで取ることもできない。たとえば、付け札された場札の2・6と別の場札に3がある場合、手札に2や6があっても切り離してテイクとして取ることはできないし、付け札を切り離した2と別の場札の3を組み合わせて手札の5（=2+3）でビルドとして取ることもできない。

## ゲームの進め方
AとBの2人でプレイし、Aをディーラーとする（A,B,Cの3人でも、A,B,C,Dの4人でも同様とする）。
Aは2枚ずつ2回に分けてカードを配り手札とする。手札を配り終わったら、残りの札のうち4枚を表に向けて並べて場札とする。残りは山札となる。
プレイはBのターンから始める。Bはテイクおよびビルドをするか、付け札をするか、それらのいずれもできない場合は手札のうちから任意の1枚を出して場札に加える。1回のターンでテイクおよびビルドは1回しかできない。Bのターンが終わればAのターンに移り（3人の場合はB→C→A、4人の場合はB→C→D→Aのターンとなる）、同様にプレイする。以下、ターンが回ってくる。取ったカードはプレイヤーの脇に置いておく。スイープ（後述）の場合を除いてすべて裏向きにし、スイープの場合は1枚だけ表向きにする。
プレイを4回ずつ繰り返すと手札がなくなるので、Aが最初と同じように山札から2枚ずつ2回に分けてカードを配り手札とする。場札がなくなったときは手札のうちから任意の1枚を出して場札とする。
山札も手札もなくなったらゲーム終了となり、スコアをつける。スコアが先に21点に達したほうが勝者となる。

## スコア
- カード点 - 3点。獲得した枚数が多いほうのプレイヤーが得点する。
- スペード - 1点。スペードのカードを獲得した枚数が多いほうのプレイヤーが得点する。
- ビッグ・カジノ - 2点。ダイヤの10を取ったプレイヤーが得点する。
- リトル・カジノ - 1点。スペードの2を取ったプレイヤーが得点する。
- エース - 1点。各スートのAを取ったプレイヤーが得点する。
- スイープ - 1点。場札を全部取った回数だけ得点する。